# Youness Mokhtar
Youness Mokhtar (arab. يونس مختار, ur. 29 sierpnia 1991 w Utrechcie) – marokański piłkarz holenderskiego pochodzenia, grający na pozycji napastnika. W sezonie 2021/2022 zawodnik Rai Casablanca. Młodzieżowo reprezentował Maroko i Holandię. 

## Kariera juniorska
Do 2000 roku wychowywał się w Elinkwijk, a w latach 2000–2011 w PSV Eindhoven. W tym drugim zespole zagrał 2 mecze i strzelił gola w zespole młodzieżowym, natomiast w seniorskim zespole nie zagrał żadnego meczu.

## Kariera seniorska

### Wypożyczenie do FC Eindhoven (2011–2012)
1 września 2011 roku został wypożyczony do FC Eindhoven. W zespole tym zadebiutował 9 września w meczu przeciwko AGOVV Apeldoorn, zremisowanym 0:0, grając cały mecz. Pierwszą asystę zaliczył 25 września w meczu przeciwko PEC Zwolle, zremisowanym 2:2. Asystował przy golu w 28. minucie. Pierwszego gola strzelił 21 października w meczu przeciwko SC Veendam, wygranym 1:2. Do siatki trafił w 17. minucie. Łącznie na tym wypożyczeniu zagrał 25 meczów, strzelił 8 goli i zanotował 6 asyst.

### PEC Zwolle (2012–2013)
20 sierpnia 2012 roku trafił do PEC Zwolle. W zespole tym debiut zaliczył 25 sierpnia w meczu przeciwko FC Utrecht, zremisowanym 1:1, grając 36 minut. Pierwszego gola strzelił 22 września w meczu przeciwko FC Groningen, przegranym 1:2. Do bramki rywali trafił w 22. minucie. Pierwszą asystę zaliczył 17 listopada w meczu przeciwko NAC Breda, wygranym 2:0. Asystował przy golu w 69. minucie. Łącznie w tym okresie gry w Zwolle zagrał 36 meczów, strzelił 7 goli i zanotował 8 asyst.

### FC Twente (2013–2015)
1 września 2013 roku został zawodnikiem FC Twente. W tym zespole zadebiutował 14 września w meczu przeciwko PSV Eindhoven, zremisowanym 2:2, grając 2 minuty. Pierwszą asystę zaliczył tydzień później w meczu przeciwko Heraclesowi Almelo, wygranym 0:3. Asystował przy golu w 75. minucie. Pierwsze 2 gole strzelił 7 grudnia w meczu przeciwko AZ Alkmaar, wygranym 1:2. Do siatki trafiał w 39. i 92. minucie. Łącznie w Twente zagrał 57 meczów, strzelił 8 goli i zaliczył 12 asyst.

### An-Nassr (2015–2016)
28 sierpnia 2014 roku przeniósł się do An-Nassr. W saudyjskim zespole zadebiutował tego samego dnia w meczu przeciwko Al Qadisiyah, zremisowanym 2:2, grając 14 minut. Łącznie zagrał 7 spotkań. 

### Powrót do PEC Zwolle (2016–2018)
4 lutego 2016 roku wrócił do PEC Zwolle. W holenderskim zespole ponownie zadebiutował 5 sierpnia w meczu przeciwko NEC Nijmegen, zremisowanym 1:1, grając cały mecz. W tym okresie gry w Zwolle zagrał 56 meczów, strzelił 12 goli i zanotował 8 asyst.

### Ankaragücü (2018–2019)
17 lipca 2018 roku został zawodnikiem Ankaragücü. W tureckim zespole zadebiutował 10 sierpnia w meczu przeciwko Galatasaray, przegranym 1:3. W debiucie asystował przy golu w 7. minucie. Pierwszego gola strzelił 25 sierpnia w meczu przeciwko Trabzonsporowi, zremisowanym 2:2. Do siatki trafił w 91. minucie. Łącznie w Turcji rozegrał 12 meczów, strzelił gola i zanotował 3 asysty. 

### Stabæk Fotball (2019)
3 kwietnia 2019 roku został zawodnikiem Stabæk Fotball. W norweskim klubie zadebiutował 4 maja w meczu przeciwko Mjøndalen IF, przegranym 1:0, grając 26 minut. W Norwegii zagrał 2 mecze.

### Columbus Crew (2019–2021)
19 lipca 2019 roku trafił do Columbus Crew. W amerykańskim klubie zadebiutował 11 sierpnia w meczu przeciwko FC Cincinnati, zremisowanym 2:2, grając 36 minut. Pierwszego gola strzelił 29 września w meczu przeciwko Philadelphia Union, wygranym 2:0. Do siatki trafił w 69. minucie.  Został mistrzem kraju w sezonie 2019/2020. Łącznie w USA zagrał 24 mecze i strzelił 2 gole. 

### ADO Haga (2021)
25 stycznia 2021 roku trafił do ADO Haga. W tym zespole zadebiutował 6 dni później w meczu przeciwko Sparcie Rotterdam, zremisowanym 1:1, grając 72 minuty. Łącznie zagrał 10 meczów.

### Raja Casablanca (2022–)
15 stycznia 2022 roku trafił do Rai Casablanca.

## Kariera reprezentacyjna
Zagrał 4 mecze w kadrze Holandii U-17.
W reprezentacji Maroka U-23 też zagrał 4 mecze, ale strzelił też 2 gole.